# Кристин Лагард
Кристин Лагард (на френски: Christine Lagarde) е френска юристка, политик от Съюза за народно движение.
Начело е на МВФ от 2011 до 2019 г.
От Ноември на 2019 г. - Председател на Европейската централна банка /ЕЦБ/; Председател на Европейския съвет за системен риск.
Също така членува към Съвета на директорите на Банката за международни разплащания
В списъка е на най-влиятелните жени в света според рейтинга на списание „Форбс“.

## Биография
Кристин Лагард е родена на 1 януари 1956 г. в Париж. Като млада е била членка на националния отбор на Франция по синхронно плуване, има бронзов медал от националното отборно първенство); играе и тенис. Висшето си образование получава в Университет Париж X - Нантер и в Института по политически науки, с обучение и стаж в САЩ.
От 1981 г. работи като адвокат в американската адвокатска кантора „Baker & McKenzie“ Чикаго. Работила е в Центъра за международни и стратегически изследвания (Center for International & Strategic Studies) заедно със Збигнев Бжежински.
Заема министерски длъжност:
- министър на външната търговия в кабинета на Доминик дьо Вилпен (2005-2007),
- министър на земеделието и риболова (2007),
- министър на икономиката, финансите и промишлеността (от 2007) в правителствата на Франсоа Фийон.

През май 2011 г. кандидатурата ѝ е предложена за изпълнителен директор на МВФ след оставката на Строс-Кан; другият кандидат за поста е икономистът Стенли Фишер. През юни 2011 г. е избрана за изпълнителен директор на Международния валутен фонд, с петгодишен мандат, започващ от 5 юли 2011 г. Тя е и първата изпълнителна директорка на МВФ.
Майка е на двама сина.